# Drosanthemum comptonii
Drosanthemum comptonii är en isörtsväxtart som beskrevs av L. Bol. Drosanthemum comptonii ingår i släktet Drosanthemum och familjen isörtsväxter. Inga underarter finns listade i Catalogue of Life.